# Messier 43
A Messier 43 (vagy M43, más néven De Mairan csillagködje és NGC 1982) egy emissziós csillagköd az Orion csillagképben. Lényegében az Orion-köd (M42) része, de láthatóan elkülönödik a fő csillagködtől. 1731 előtt fedezte fel Dortous de Mairan, majd Charles Messier vette fel katalógusba, 1769-ben.
A csillagköd fő ionizáló csillaga a HD 37061, 1300 ± 160 fényévre a Földtől.